# Trimmatom nanus
Trimmatom nanus  (лат.) — вид лучепёрых рыб подсемейства Gobiinae семейства бычковых. Обитает в экваториальных водах западной части Индийского и западной и центральной части Тихого океана. Одна из самых мелких известных рыб.

## Внешний вид
Длина тела взрослой особи — до 1 см. Trimmatom nanus считался самым маленьким видом рыб с момента открытия в 1981 году до 2004 года, когда это звание отобрала у него Schindleria brevipinguis, длина которой составляет 6,5—8 мм; в дальнейшем были открыты ещё два вида, претендующих на звание самых маленьких рыб в мире — Photocorynus spiniceps, самцы которого достигают в длину лишь 6,2 мм (паразитируя на самках длиной 4,6 см), и Paedocypris progenetica, длина взрослых самок которого составляет 7,9 мм. Родовое и видовое названия подчёркивают малый размер рыбы.
Чешуя отсутствует. Брюшной плавник пятилучевый (пятый луч рудиментарный), все лучи простые (что отличает рыб рода Trimmatom от других индо-тихоокеанских представителей подсемейства Gobiinae); простые лучи также в спинных, анальных и грудных плавниках. Первый и второй спинные плавники разделены. Во втором спинном плавнике 9—10 элементов, 8—9 (реже 10) лучей в анальном плавнике, по 14—16 лучей в грудных плавниках. Жаберные щели широкие, на голове нет углублений и относительно немного бугорков. Передний ряд зубов в верхней челюсти неполный, состоящий из 2—4 раздельных, крупных загнутых клыков, за которыми расположен неровный ряд мелких конических зубов; похожие зубы и в нижней челюсти. Голова и передняя часть тела особей, выловленных у архипелага Фиджи, кирпично-красные, цвет меняется до светло-оранжевого ближе к хвосту. Плавники светло-оранжевые. Две тонких седловидных белых полосы на спине — первая над основанием грудных плавников, вторая между спинными плавниками; в отличие от других видов рода Trimmatom, на спине которых выделяются 7—8 тёмных полос-«сёдел», на спине T. nanus нет таких полос.

## Ареал
Trimmatom nanus встречается в экваториальных водах западной части Индийского океана (в том числе в районе Мальдивских островов и архипелага Чагос), а также центральной и западной части Тихого океана; встречается у берегов Австралии, Филиппин, островов Фиджи, Бисмарка, Гилберта, Понапе, Лорд-Хау. Ареал ограничен 8-м градусом северной и 10-м градусом южной широты. Рыба обитает в основном на океанских свалах на глубинах 20—30 метров, а также в коралловых лагунах и на внешних рифах на глубинах 5—35 метров.